# Miguel García (musicista)
Miguel García (o Padre Basilio) (1760 circa – 1800 circa) è stato un musicista e compositore spagnolo.
Prese gli ordini come monaco cistercense, col nome di Padre Basilio, presso il convento di San Basilio di Madrid, città nella quale spese gran parte della sua vita.
Sono pochissime le notizie biografiche pervenuteci, che testimoniano la figura di un musicista colto e influente in alcuni ambienti musicali spagnoli. Fu organista del suo convento, ma presto emerse la sua eccellente padronanza della chitarra, che attirò diverse attenzioni; Carlo IV di Spagna volle invitarlo a suonare al suo cospetto, e Padre Basilio ne raccolse la stima, divenendo un musicista di corte. Da qui prese piede la sua importante attività di didatta della chitarra: tra i suoi allievi ebbe membri della nobiltà spagnola (fra cui anche la regina Maria Luisa), e fu maestro di chitarristi di futura fama quali Dionisio Aguado (1784-1849), Federico Moretti (1760-1838) e Fernando Ferandiere (1779-1830).
Padre Basilio fu un importante innovatore della tecnica chitarristica. Egli si allontanò dallo stile esclusivamente rasgueado (cioè essenzialmente accordiale) tipico del primo Settecento, facendo un ampio uso di scale e passaggi veloci, che egli padroneggiava con agilità impressionante. Mariano Soriano Fuertes, descrive così lo stile di Miguel García: «Non usava arpeggi complicati; fece sempre uso di ottave e decime, e spingeva la chitarra fino al suo limite, cercando di tirarne fuori più di quanto non fosse naturale allo strumento». Il suo tocco dovette essere particolarmente rinomato, se Luigi Boccherini, conosciuto nella capitale spagnola, riportò all'inizio di un suo quintetto per archi e chitarra la dicitura "a la manera de tocar del Padre Basilio". Come ricordato dallo storico Georges de Saint-Foix, Boccherini stesso riconobbe nell'ascolto di Padre Basilio una delle fonti delle influenze spagnole all'interno delle sue composizioni.
Si ritiene inoltre fondamentale il suo contributo, insieme a quello di altri chitarristi dell'epoca, nel diffondere l'introduzione della sesta corda (il Mi basso) della chitarra. Ci sono giunte pochissime delle sue composizioni per chitarra, essenzialmente tre sonate note coi titoli:
- Sonata de Cesolfaut
- Minueto
- Sonata de Elami

Queste sonate sono «in forma molto simile alle sonate di Scarlatti, ma con un linguaggio più evoluto rispetto allo stile galante.» (Carles Trepat).